# Xylaria liquidambaris
Xylaria liquidambaris är en svampart som beskrevs av J.D. Rogers, Y.M. Ju & F. San Martín 2002. Xylaria liquidambaris ingår i släktet Xylaria och familjen kolkärnsvampar.   Inga underarter finns listade i Catalogue of Life.